# Pay Day (pel·lícula de 1922)
Pay Day és una pel·lícula muda estatunidenca estrenada el 2 d'abril de 1922, i interpretada per Charlie Chaplin, Sid Chaplin, Mack Swain i Edna Purviance, entre d'altres. És la darrera pel·lícula de dues bobines que l'actor va realitzar.

## Argument
Charlie treballa en la construcció d'un nou edifici. La seva feina principal és apilar rajols en una bastida que li van llençant des de baix. En l'estona de repòs, assegut a la bastida, no té res a menjar però diferents accidents faran que per l'ascensor li arribi la possibilitat d'anar fent algun mos. Aquell és el dia de la paga setmanal però quan surt de l'obra l'espera la seva dona per reclamar-li el que ha guanyat, fins i tot el bitllet que prèviament s'ha amagat en el barret. De totes maneres, aconsegueix fer-se amb un bitllet sense que ella se n'adoni i s'escapa a veure amb els amics. A la sortida, ben begut, retorna a casa on l'espera la seva dona.

## Repartiment
- Charles Chaplin (paleta)
- Phyllis Allen (dona de Chaplin)
- Mack Swain (encarregat de l'obra)
- Edna Purviance (filla de l'encarregat)
- Sid Chaplin (amic de Chaplin)
- Albert Austin (paleta)
- John Rand (paleta que llença els rajols)
- Loyal Underwood (paleta barbut)
- Henry Bergman (bevedor gras)
- Al Ernest Garcia (bevedor alt)

## Equip tècnic
- Direcció: Charles Chaplin i Charles Reisner (assistent)
- Guió: Charles Chaplin
- Muntatge: Charles Chaplin
- Fotografia: Roland Totheroh
- Producció: Charles Chaplin
- Productora: Charles Chaplin Productions

## Producció
Tota la producció de la pel·lícula va requerir sis mesos. La primera part de la pel·lícula, ambientada en una obra, es va rodar en un solar en el que es construïa un edifici alavora de l'estudi. La pel·lícula es va acabar de rodar al març i es va estrenar el 2 d'abril.

## Imatges de la pel·lícula

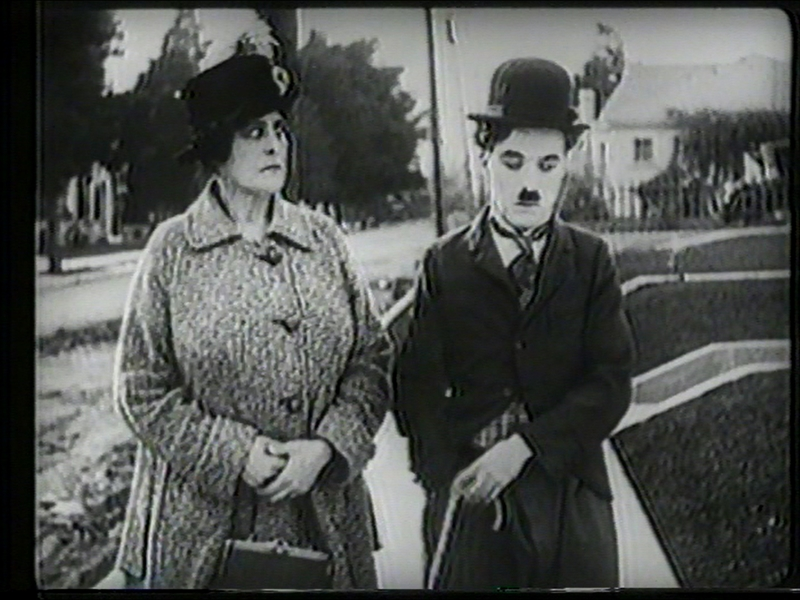
Charles Chaplin i Phyllis Allen
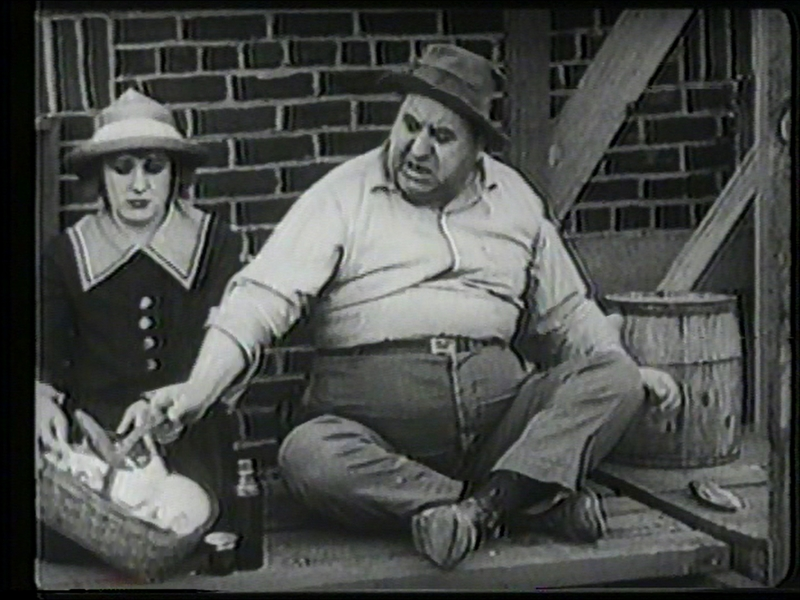
Mack Swain i Edna Purviance
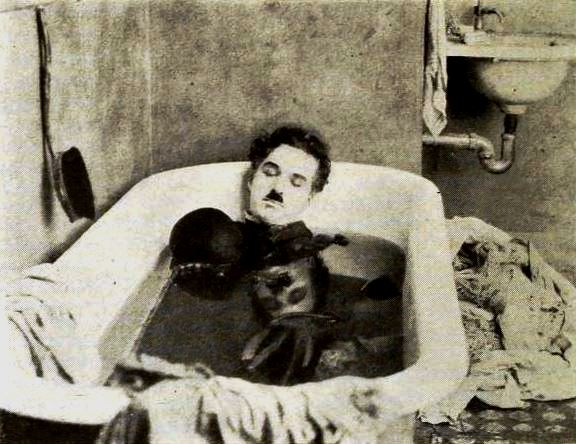
dormint la mona